# Rosewood (serial telewizyjny)
Rosewood – amerykański serial telewizyjny (dramat kryminalny) stworzony przez Todda Harthana, który został wyprodukowany przez 20th Century Fox Television oraz Guy Behind The Guy. Serial był emitowany od 23 września 2015 roku do 28 kwietnia 2017 roku przez FOX.
16 października 2015 roku stacja FOX zamówiła pełny sezon serialu.
8 kwietnia 2016 roku stacja FOX ogłosiła zamówienie drugiego sezonu.
W Polsce serial jest emitowany od 15 marca 2016 roku przez Fox Polska.
9 maja 2017 roku, stacja FOX ogłosiła anulowanie serialu po dwóch sezonach.

## Fabuła
Serial skupia się na  dr Beaumont Rosewood, prywatnym najlepszym patologu w  Miami, który pomaga rozwiązywać zagadkowe sprawy kryminalne w mieście. Współpracuje z nim detektyw Villa.

## Obsada

### Główna
- Morris Chestnut jako dr Beaumont Rosewood, Jr.
- Jaina Lee Ortiz jako detektyw Villa
- Gabrielle Dennis jako Pippy
- Anna Konkle jako Tara Milly Izikoff
- Maggie Elizabeth Jones jako Bella
- Lorraine Toussaint
- Domenick Lombardozzi jako Ira Harnstocki[6]
- Lorraine Toussaint jako Donna Rosewood, matka Beaumonta[7]

### Drugoplanowa
- Nicole Ari Parker jako Kat Crawford, psycholog specjalizujący się w leczeniu stresu pourazowego[8]
- Taye Diggs jako Mike Boyce, lekarz chorób zakaźnych[9]
- Alysia Reiner jako Lilian Izihof[10]
- Tia Mowry-Hardrict jako Candace[11]
- Sherri Shepherd jako dr Anita Eubanks, patolog[12]
- Brian Austin Green jako Aron Sadle(sezon 2)[13]

### Gościnne występy
- MacKenzie Astin jako dr Max Cahn
- Adrian Pasdar jako dr Derek Foster[14]
- Vondie Curtis Hall jako Beaumont Rosewood Sr.
- Michael Irby jako agent Giordano
- Ryan W. Garcia jako agent Malcute
- Joy Bryant jako dr Ericka Kincaid[15]
- Jessica Morris jako Mandy[16]

## Odcinki
| Seria | Seria | Odcinki | Oryginalna emisja | Oryginalna emisja | Oryginalna emisja | Oryginalna emisja | Oryginalna emisja |
| Seria | Seria | Odcinki | Premiera serii    | Finał serii       | Premiera serii    | Finał serii       |                   |
| ----- | ----- | ------- | ----------------- | ----------------- | ----------------- | ----------------- | ----------------- |
|       | 1     | 22      | 23 września 2015  | 25 maja 2016      | 15 marca 2016     | 24 maja 2016      |                   |
|       | 2     | 22      | 22 września 2016  | 28 kwietnia 2017  | 29 listopada 2016 | 30 maja 2017      |                   |

## Produkcja
21 lutego 2015 roku stacja FOX zamówiła odcinek pilotowy. 8 maja 2015 roku stacja FOX zamówiła serial Rosewood na sezon telewizyjny 2015/2016.